# León de Castillo
Christian Kostal León de Castillo (singt unter seinem mexikanischen Familiennamen: León de Castillo; * 7. September 1985  in Mérida, Mexiko) ist ein österreichisch-mexikanischer Tenor, Konzeptkünstler, Musikforscher und Intendant.

## Leben
León de Castillo debütierte mit 5 Jahren in Mexiko und mit 8 Jahren in Wien als Solist der Mozart-Sängerknaben in der Wiener Volksoper, in der Wiener Staatsoper sowie bei Konzerten im Wiener Musikverein und im Wiener Konzerthaus.
2007 begann er sein Studium an der Universität für Musik und darstellende Kunst Wien bei Karlheinz Hanser und Gabriele Lechner und debütierte 2008 an der Seite Plácido Domingos und Patricia Petibons in der Zarzuela Luisa Fernanda im Theater an der Wien, wo er 2010 als Thug in Il Postino sang. Im Theater an der Wien war er auch als Wachtmeister in Hans Werner Henzes Prinz von Homburg mit Christian Gerhaher und 2011 als Mars in einer adaptierten Version von Georg Friedrich Händels Rynaldo beim Life Ball und als Melibeo in Joseph Haydns La fedelta premiata zu sehen.
2012 debütierte er im Wiener Musikverein an der Seite von Ildikó Raimondi und im Palacio de Bellas Artes (Staatsoper Mexiko) an der Seite von Encarnación Vazquez; sang Alfred in Die Fledermaus im Teatro Peón Contreras, Liederabende mit dem Österreichischen Kulturforum, Arienkonzerte mit symphonischen Orchestern etc.
2013 sang er erneut im Palacio de Bellas Artes und debütierte im Wiener Konzerthaus in einem Solokonzert. Im März 2013 gründete er eine Konzertreihe, die sich auf den mexikanischen Protest gegen den Anschluss Österreichs konzentrierte, und das Primavera Festival Wien. De Castillo sang unter anderem Konzerte in Detroit, Paris und Marseille.

## Kammermusik und Lied
Zusammen mit seinem Kammerorchester Valsassina Ensemble konzertierte er 2014 im Rahmen des Primavera Festival Wien im Wiener Musikverein, in der UNO-City, an der Universität für Musik und darstellende Kunst Wien, in der Französischen Botschaft Wien und anschließend in Mexiko und in den USA. Auf dieser Tournee debütierten sie gemeinsam unter anderem in der Sala Nezahualcóyotl und im Schloss Chapultepec in Mexiko-Stadt und in der Carnegie Hall in New York. Dieses junge Kammerorchester schaffte es innerhalb der ersten 14 Monate ihrer Konzerttätigkeit ins Wiener Konzerthaus, in den Wiener Musikverein, in den Palacio de Bellas Artes und in die Carnegie Hall.
Er gründete zusammen mit Lukas Medlam auch das Marcel Rubin Quartett, mit dem er unter anderem in Paris in der Maison Heinrich Heine, in New York in der Carnegie Hall, in Mexiko-Stadt im Museo Nacional de San Carlos, in Basel in der Kunsthalle Basel und in Wien im Schlosstheater Schönbrunn auftritt.
León de Castillo singt auch Deutsches Lied, Mélodies, Canciones in 8 Sprachen – sein Repertoire beinhaltet verschiedene Liederzyklen wie Franz Schuberts Schwanengesang, Schumanns Dichterliebe, Erich Wolfgang Korngolds Songs of the Clown, Gustav Mahlers Lieder eines fahrenden Gesellen, Hanns Eislers Ernste Gesänge etc. Er sang Liederabende in Österreich, Mexiko, USA, England, Frankreich, Spanien, Tschechien, Slowenien, Slowakei, Ungarn, Schweiz, Norwegen, Polen, Deutschland usw.

## Kooperationen
Er arbeitete mit Dirigenten wie Jesús López Cobos, Marc Albrecht, Josep Caballé i Domenech, Christoph Ulrich Meier, Orchestern wie z. B. Wiener Symphoniker, Radio-Symphonieorchester Wien, Regisseuren wie Patrice Chéreau, Christof Loy, Emilio Sagi, Ron Daniels, Horacio Almada, Paul Esterházy, Pianisten wie z. B. Stephan Matthias Lademann, Christian Koch, Marcin Kocziel etc.

## Exilmusik, Forschung
Zusammen mit dem Musikwissenschaftler, Universitätsprofessor und Leiter des Wissenschaftszentrums M.A.E.D. (Music Analysis and Exile Documentation Research Center) Gerold Gruber forschte de Castillo über österreichische und deutsche Künstler, die während des Zweiten Weltkrieges mit der Hilfe des als „mexikanischer Schindler“ bekannten Generalkonsuls Gilberto Bosques über Frankreich nach Mexiko fliehen konnten. Unter den bekanntesten Persönlichkeiten, die aus dessen Händen einen Migrationspass erhielten, waren der aus Prag stammende Altösterreicher Egon Erwin Kisch (der „rasende Reporter“), die deutsche Schriftstellerin Anna Seghers und der österreichische Komponist Marcel Rubin.

## Primavera Festival Wien
Im Jahr 2013 sang de Castillo in einem Projekt der UN Women am Internationalen Frauentag in der UNO-City Wien, am 19. März (Tag des mexikanischen Protestes gegen den Anschluss Österreichs) in der Diplomatischen Akademie Wien und am 21. März (Internationaler Tag gegen Rassismus) wieder in der UNO-City in Wien. Diese drei Tage wurden daher die wichtigsten Tage des Festivals. 2014 fanden an diesen Welttagen Konzerte in der UNO-City Wien, in der Diplomatischen Akademie Wien, im Wiener Musikverein, an der Universität für Musik und darstellende Kunst Wien und in der Französischen Botschaft Wien statt. Das Festival setzt sich für Offenheit und Toleranz und gegen Rassismus und Diskriminierung ein. Somit entschied sich de Castillo als Intendant des Festivals für eine Fokussierung des Repertoires auf Kompositionen diskriminierter Komponisten wie zum Beispiel Exilkomponisten als auch auf Werke verschiedener Komponistinnen.

## Konzeptkunst
Im September 2014 debütierte de Castillo als Konzeptkünstler in einem Projekt mit David Lamelas in der Kunsthalle Basel. Dieses Projekt entstand in einer Kooperation mit dem mexikanisch-amerikanischen Komponisten, Pianisten und Visual Artist Gavin Gamboa und bezog sich auf die Architektur der Kunsthalle und setzte sich mit dem Raum grundlegend auseinander. Der Titel des Musikstückes 1416 m3 bezieht sich auf das bestehende Raumvolumen, das durch diese Komposition mit Ton gefüllt wurde.